# Ponpoko
Ponpoko (ポンポコ?) è un videogioco arcade di genere platform a schermata fissa, sviluppato da Seibu Denshi e pubblicato nel 1982 da Sigma Enterprises. Venture Line si occupò di distribuirlo in Nord America.

## Modalità di gioco
I livelli di Ponpoko sono strutturati in un insieme di piattaforme e scale a pioli visti di profilo. Il giocatore controlla un Tanuki, o cane procione giapponese, il cui suo scopo è raccogliere otto diversi tipi di frutta e verdura prima dello scadere del tempo.
Il Tanuki può salire le scale, camminare sulle piattaforme e saltare oltre mortali spuntoni e fessure, ma non è in grado di attaccare le creature simili a dei topi che si muovono orizzontalmente da un lato all'altro dello schermo e viceversa, fluttuando sopra le fessure nelle piattaforme. Esse li può solo evitare cambiando direzione o rimanendo su una scala. Sulle piattaforme vi sono anche delle brocche: alcune danno punti bonus ma altre rilasciano un serpente, il quale si muove proprio come le creature ma lentamente. Il giocatore perde una vita nel caso il Tanuki tocca una creatura, un serpente o uno spuntone, oppure cade ad una diversa altezza. Quando esaurisce tutte le vite, termina la partita.

## Accoglienza
In Giappone, la rivista Game Machine elencò Ponpoko nel numero del 15 agosto 1983 come la quindicesima unità arcade di maggior successo del mese.